# Claudia La Gatta
Claudia La Gatta   (Caracas, 10 d'octubre de 1979) és una actriu i model veneçolana. És molt coneguda per actuar en telenovel·les a Veneçuela.

## Vida personal
Està casada amb l'actor Luis Gerónimo Abreu des de 2010. El 2015 va néixer el seu primer fill amb Luis Gerónimo anomenat Salvador Abreu.

## Filmografia
| Any  | Títol                 | Paper    | Notes              |
| ---- | --------------------- | -------- | ------------------ |
| 2011 | Travesía del desierto | Patricia | Primera pel·lícula |
| 2014 | Espejos               | Arianna  |                    |

## Televisió
| Any  | Títol                    | Paper            | Notes |
| ---- | ------------------------ | ---------------- | --- |
| 2004 | Sabor a ti               | Cherryl          | |
| 2005 | El amor las vuelve locas | Cristina         | |
| 2006 | Los Querendones          | Milady Castillo  | |
| 2007 | Mi prima Ciela           | Ruth Berroterán  | |
| 2008 | La vida entera           | Claudia          | |
| 2010 | La mujer perfecta        | Isabella Andrade | |
| 2011 | Flor Salvaje             | Clara            | |
| 2012 | Válgame Dios             | Liseth           | «La Bruja vio todo... i más» (Temporada 1, episodi 2) «¡Y todo por culpa de un pasticho de berenjena!» (Temporada 1, episodi 3) |
| 2013 | Las Bandidas             | Malena Montoya   | |
| 2014 | Nora                     | Irina Casado     | |
| 2017 | El Chema                 | Alina Martínez   | |